# トビトの治癒
『トビトの治癒』（トビトのちゆ、露: Исцеление Товита、英: The Healing of Tobit）、または『盲目の父を治癒するトビアス』（もうもくのちちをちゆするトビアス、英: Tobias Curing His Father's Blindness）、または『トビアスの治癒』（トビアスのちゆ、西: La curación de Tobías）は、17世紀イタリア・バロック期の画家ベルナルド・ストロッツィがキャンバス上に油彩で制作した絵画。

## 背景
主題は『旧約聖書』 (第11章10-14節) の「トビト記」から採られている。何点かのヴァージョンがあり、そのうちサンクトペテルブルクのエルミタージュ美術館に所蔵されている作品は1632年に、ニューヨークのメトロポリタン美術館に所蔵されている作品は1630-1635年に、マドリードのプラド美術館に所蔵されている作品は1640-1644年に制作された。なお、プラド美術館の作品は、近年の2011年にスペイン文化省により取得されたものである。

## 主題
「トビト記」によれば、ニネヴェに住むトビトは情け深い善行の人であった。しかし、ある日、眠っていた時、スズメの糞が目に落ちて失明してしまう。絶望したトビトは死を願うようになった。その後、トビトは息子のトビアスにメディア王国で貸したお金があるので、取りに行くようにいう。その旅には、人間に扮した大天使ラファエルが付き添った。ラファエルはトビアスが川で大きな魚に襲われると、その魚を捕え、心臓、肝臓、胆のうを取っておくように告げる。故郷に帰ったトビアスは父トビトの目に肝臓 (あるいは胆のう) を塗り、彼の目を治癒した。これは、「善行を続けていれば、神は必ず報いてくださる」という教えの物語である。対抗宗教改革の時代、カトリック教会は守護天使崇拝を積極的に支持したため、芸術作品におけるこの主題の人気は高まった。

## 作品

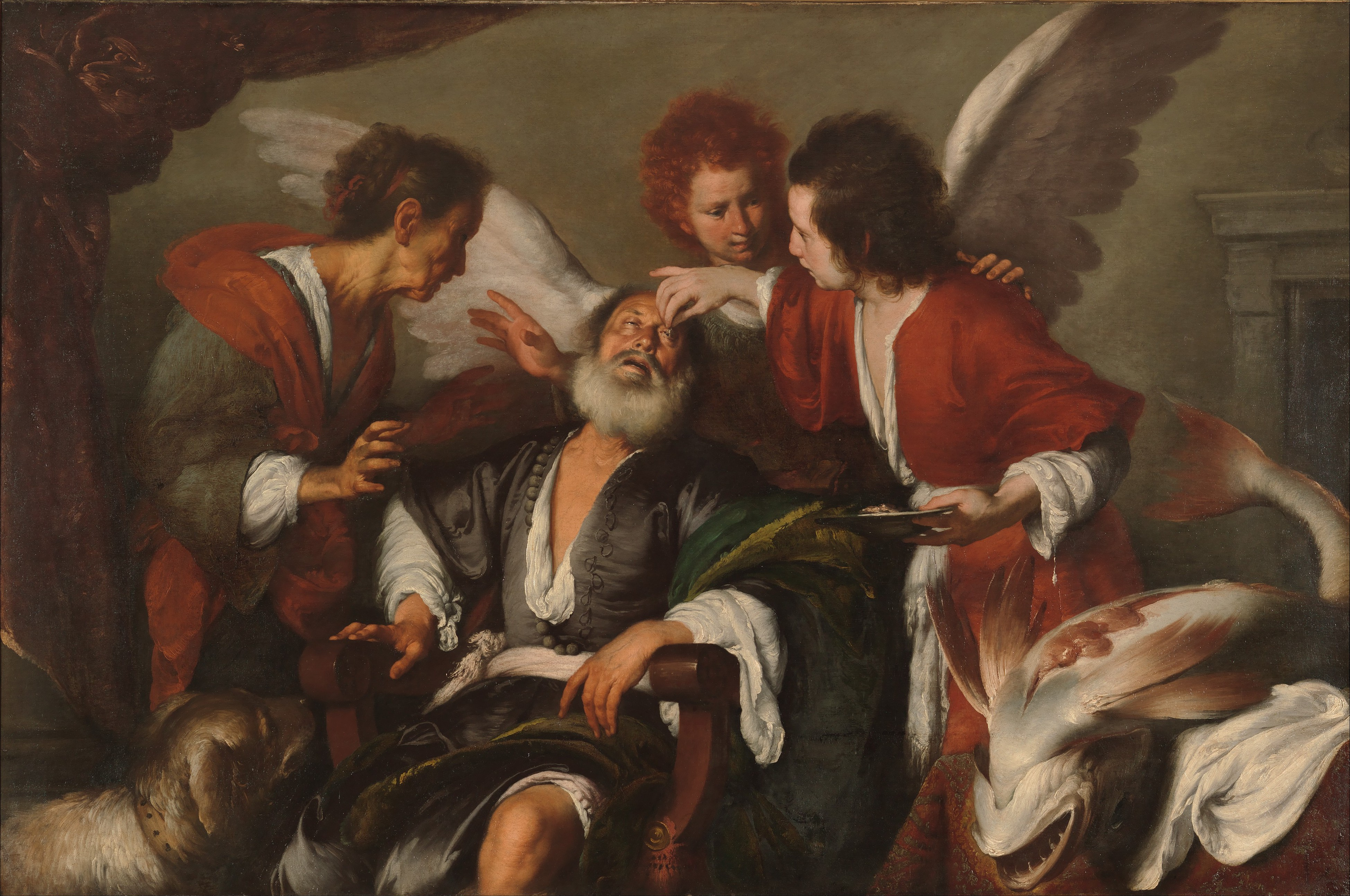
ベルナルド・ストロッツィ『盲目の父を治癒するトビアス』 (1630-1635年)、146.1 x 223.5 cm、メトロポリタン美術館、ニューヨーク

17世紀前半、ひしめいていたジェノヴァの画家たちの中でも、ベルナルド・ストロッツィはとりわけ才能に溢れていた存在であった。1633年、彼はヴェネツィアに移住し、大変豊かな制作活動を始めた。ルネサンス期ヴェネツィア派の色彩はストロッツィの色使いを豊かにしただけでなく、彼自身もヴェネツィアの美術に大きく貢献した。『トビトの治癒』は、このヴェネツィア時代のものである。
画面では右側に立っているトビアスが魚の肝臓を使って、盲目の父トビトの視力を回復させようと治癒を試みている。トビトの周辺には、物語の中心人物たちが集まっている。左には彼の妻アンナ、その右横には大天使ラファエル、画面下部左端にはトビアスの旅に付き添った犬がいる。下部右端には魚が描かれているが、巨大な怪物のように表されており、過去の伝統的表現ではサタンが魚として表されていたことを想起させる。
ストロッツィにとって主要な表現手段は色彩であったが、この作品では彼がカラヴァッジョから学んだキアロスクーロと、ルーベンスから学んだ暖色の使用の組み合わせが際立っている。